# Marea evadare (film)
Marea evadare (titlul original: în engleză The Great Escape) este un film american realizat în anul 1963, bazat pe romanul scriitorului Paul Brickhill (1950), sursă de întâmplări reale din cel de-Al Doilea Război Mondial, în care este relatată evadarea în masă a prizonierilor de război britanici dintr-un lagăr al Germaniei naziste.

## Distribuție
- Steve McQueen – căpitanul Virgil Hilts
- James Garner – căpitanul Bob Hendley
- Richard Attenborough – Roger Bartlett
- Charles Bronson – Danny Valinski
- Donald Pleasence – locotenentul Colin Blythe
- James Coburn – ofițerul Louis Sedgwick
- Gordon Jackson – locotenentul Sandy MacDonald
- Hannes Messemer – colonelul von Luger
- Angus Lennie – ofițerul Archibald Ives
- James Donald – căpitanul Rupert Ramsey
- Robert Graf – Werner
- Harry Riebauer – plutonierul major Strachwitz
- David McCallum – Eric Ashley-Pitt
- John Leyton – locotenentul aviator William Dickes
- Nigel Stock – locotenentul aviator Cavendish
- Robert Freitag – căpitanul Posen
- Hans Reiser – dl. Kuhn
- Heinz Weiss – Kramer
- William Russell – Sorren